# Carl Graf von Hardenberg
Carl Graf von Hardenberg (* 19. Juli 1893 in Rammelburg, Mansfelder Gebirgskreis; † 19. Oktober 1965 in Göttingen) war Landwirt, Unternehmer und Landrat des Landkreises Northeim.

## Leben
Carl Graf von Hardenberg wurde zunächst Berufssoldat und übernahm 1921 die Leitung des Fideikommisses in Hardenberg. Im gleichen Jahr wurde er Mitglied des Vorstandes der Molkereigenossenschaft Nörten und 1924 Mitglied des Vorstandes der von seinem Vater mitgegründeten Zuckerfabrik Nörten. Bei beiden übernahm er wenige Jahre später den Vorsitz. Am Zweiten Weltkrieg nahm er als Major und Divisionsadjutant teil. Nach Kriegsende wurde er als Kreislandwirt Leiter des Kreislandwirtschaftsamtes Northeim. Von 1956 bis 1958 war er Landrat des Landkreises Northeim.
Neben der Land- und Forstwirtschaft galt Hardenbergs besonderes Interesse der Zuckerindustrie. Er war Mitgründer der Wirtschaftlichen Vereinigung Zucker und seit der Gründung 1949 Vorsitzender des engeren Vorstandes.